# Gatskrikan
Gatskrikan var en tidning som skrevs, tecknades och utgavs av Lars Hillersberg. Satiren var snabb, opassande och respektlös. Gatskrikan chikanerade och kommenterade vilken företeelse som helst, gärna "de däruppe". Gatskrikan var också medvetet vulgär, genom att i bild och tanke dra ner byxorna på vissa företeelser och personer.